# Ingo Lie

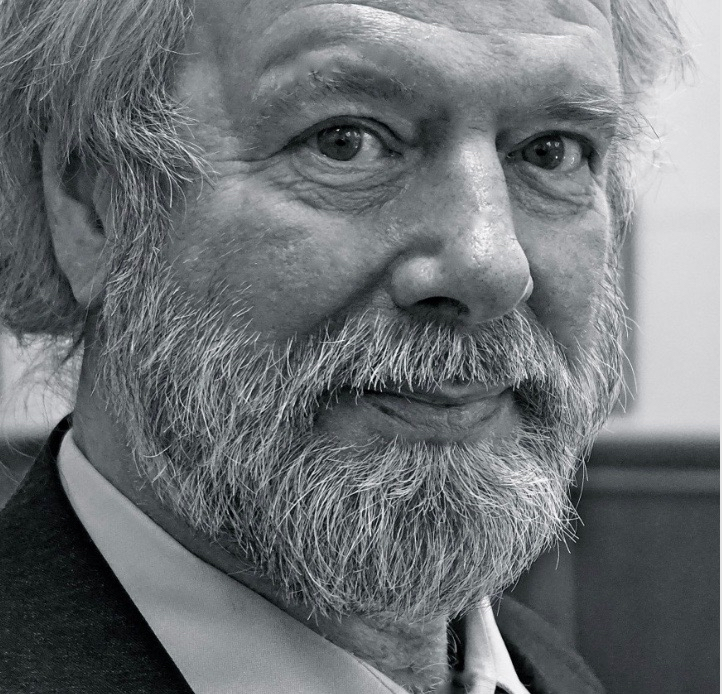
Ingo Lie (2017)

Ingo Lie (* 1952 in Hannover), geboren als Heinz Ingo Könekamp, ist ein deutscher Maler, Objekt- und Multimediakünstler.

## Leben

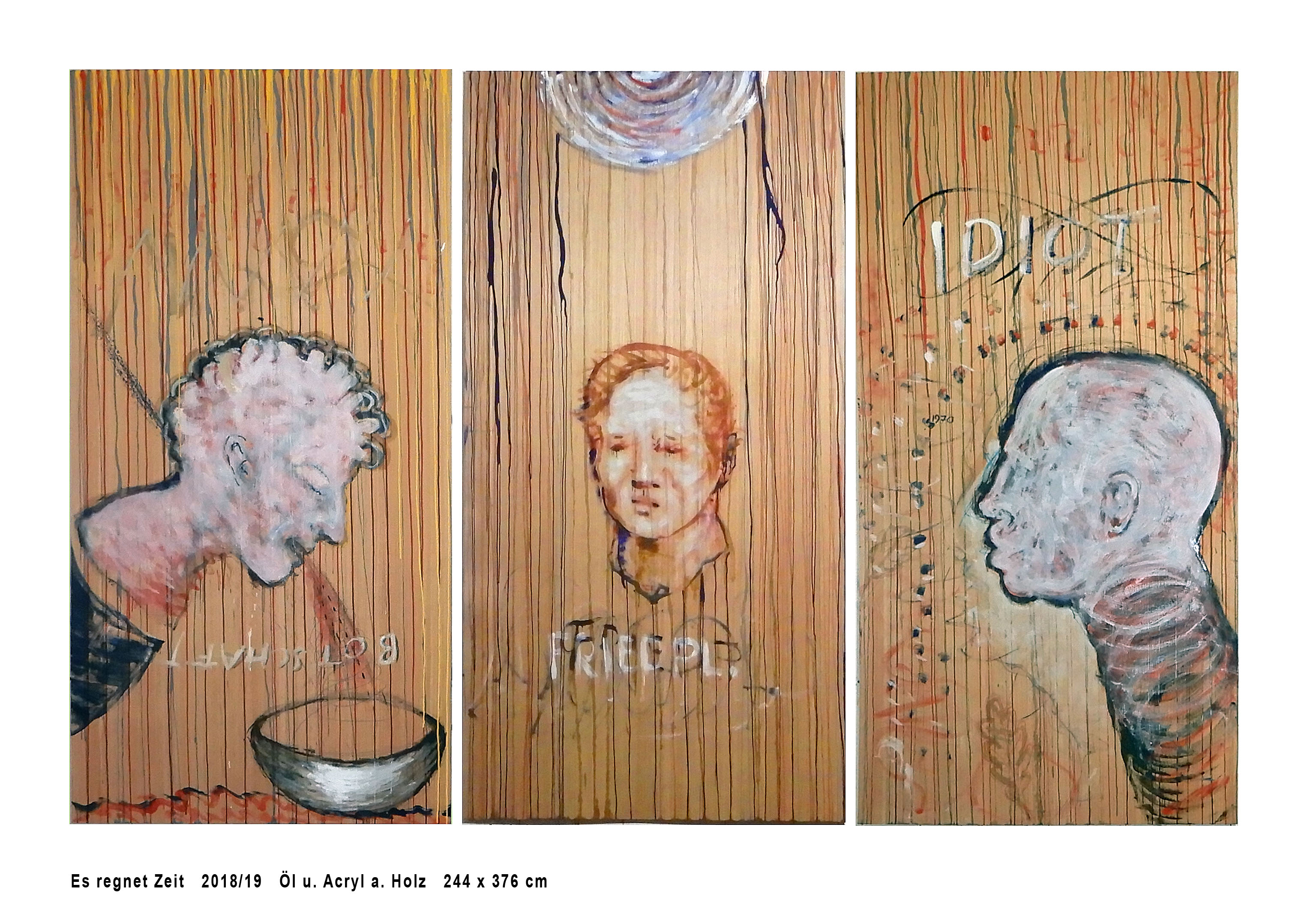
Es regnet Zeit

Ingo Lie verbrachte Kindheit und Jugend, aufgrund des väterlichen Berufs in mehreren Städten, Ländern und Kontinenten. Auf dem Gymnasium in Bonn errang er die Mittlere Reife, aber entschied sich schon früh für ein Leben als Künstler.
Als künstlerischer Autodidakt und häufiger Gasthörer in philosophischen und theologischen Seminaren der Universität Bonn eignete er sich die inhaltlichen Fähigkeiten an, die später sein bildnerisches und plastisches Schaffen prägen sollten.
1973 heiratete Lie und zog 1975 mit seiner norwegischen Frau nach Fredikstad in Norwegen, wo er die ersten Jahre als selbständiger Maler verbrachte.
1981 zog er nach Hannover, wo er heute noch lebt. Seit 1977 – noch in Norwegen – widmete er sich vor allem seiner "Rot+Blau" genannten Konzeptkunst, die das Kunstbegreifen mit farbtheoretischen und kosmologischen Aspekten erweiterte und bis heute auf sein breitgefächertes Œuvre ausstrahlt.
Lie lehrte als Gastdozent in Bremen und Dortmund im Bereich Zeichnung.
Ingo Lie wurde mit seinem Werk in die "Künstlerdatenbank und Nachlassarchiv Niedersachsen" aufgenommen.

## Einzelausstellungen (Auswahl)

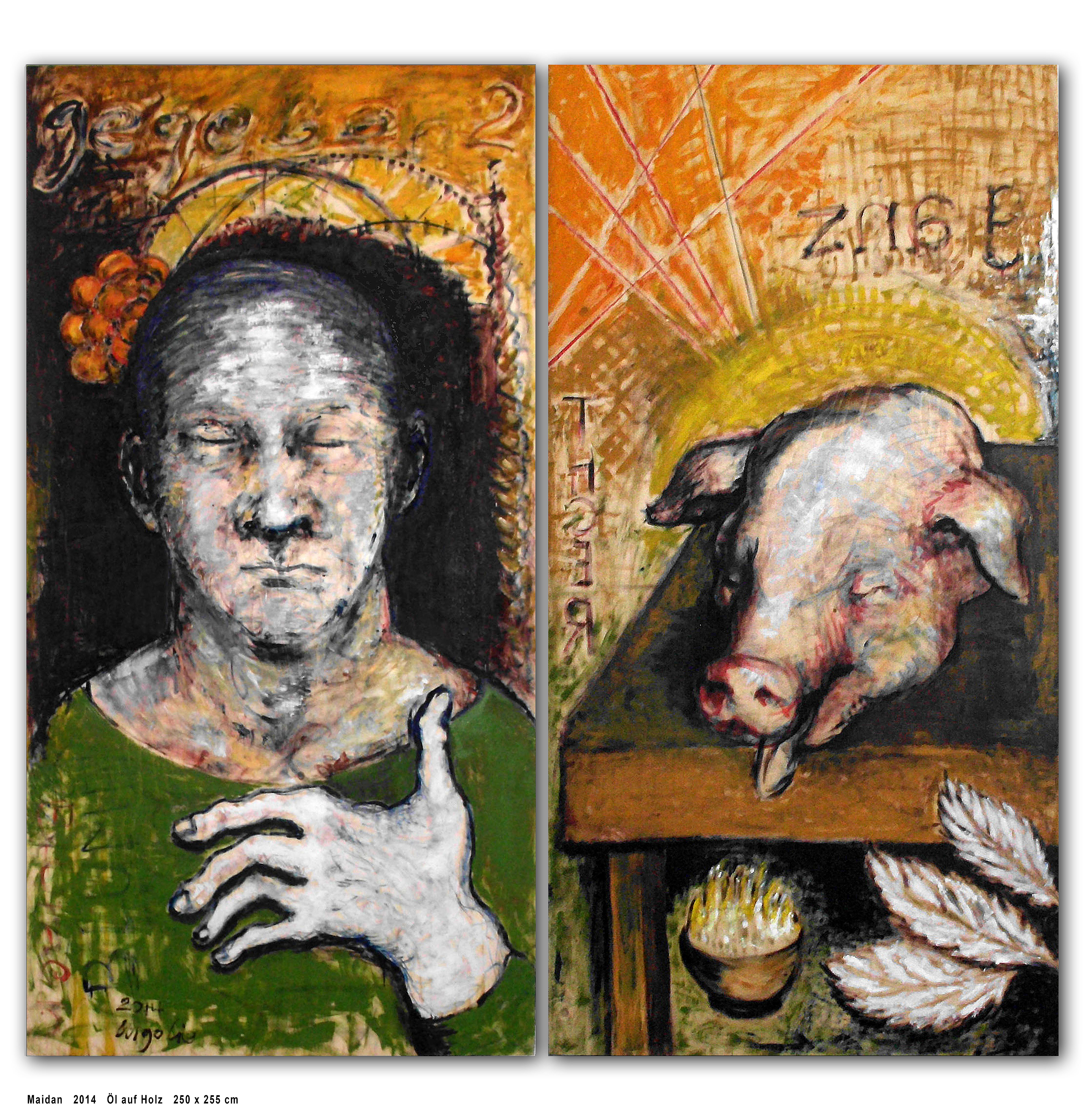
Maidan 2014

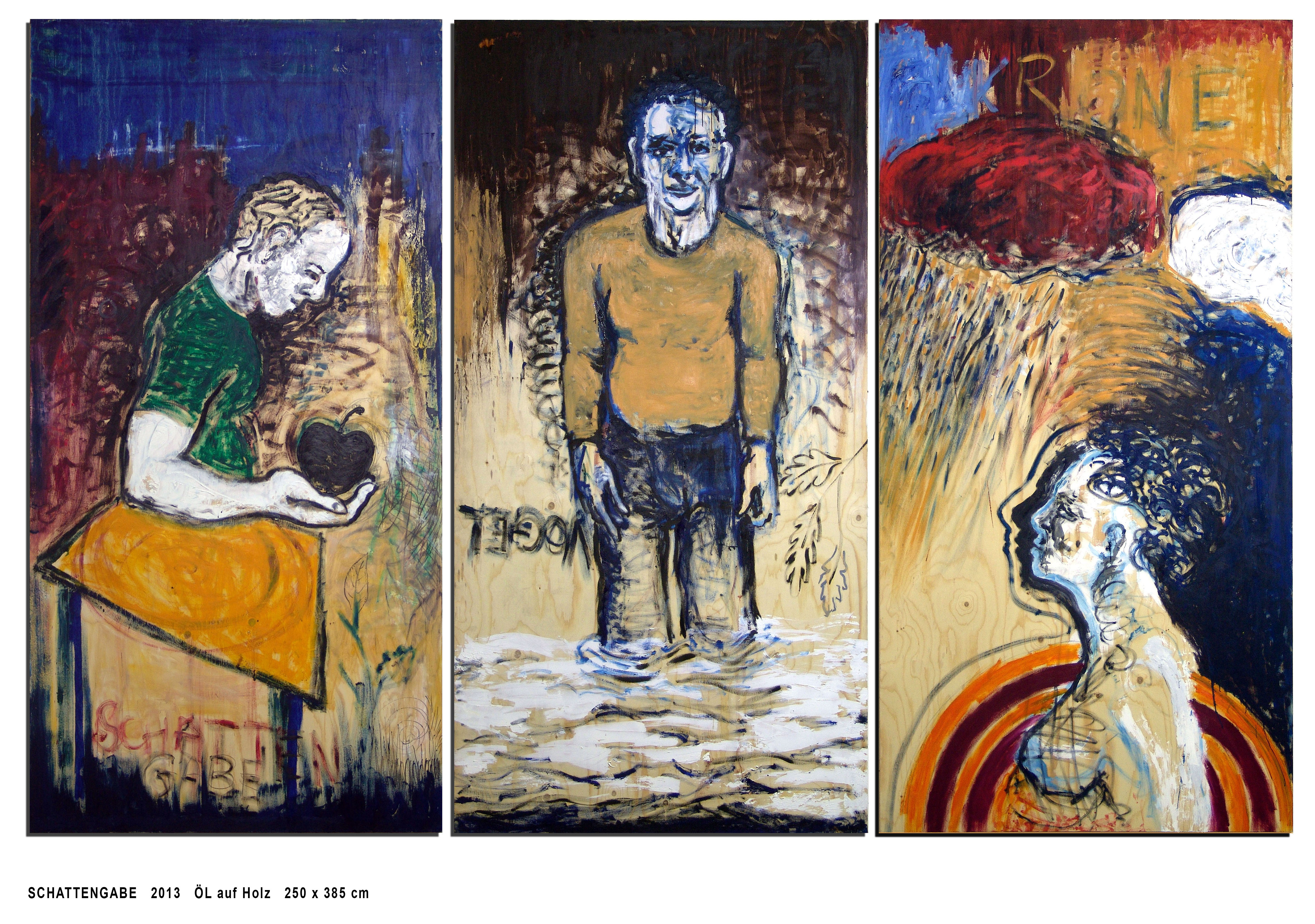
SCHATTENGABE

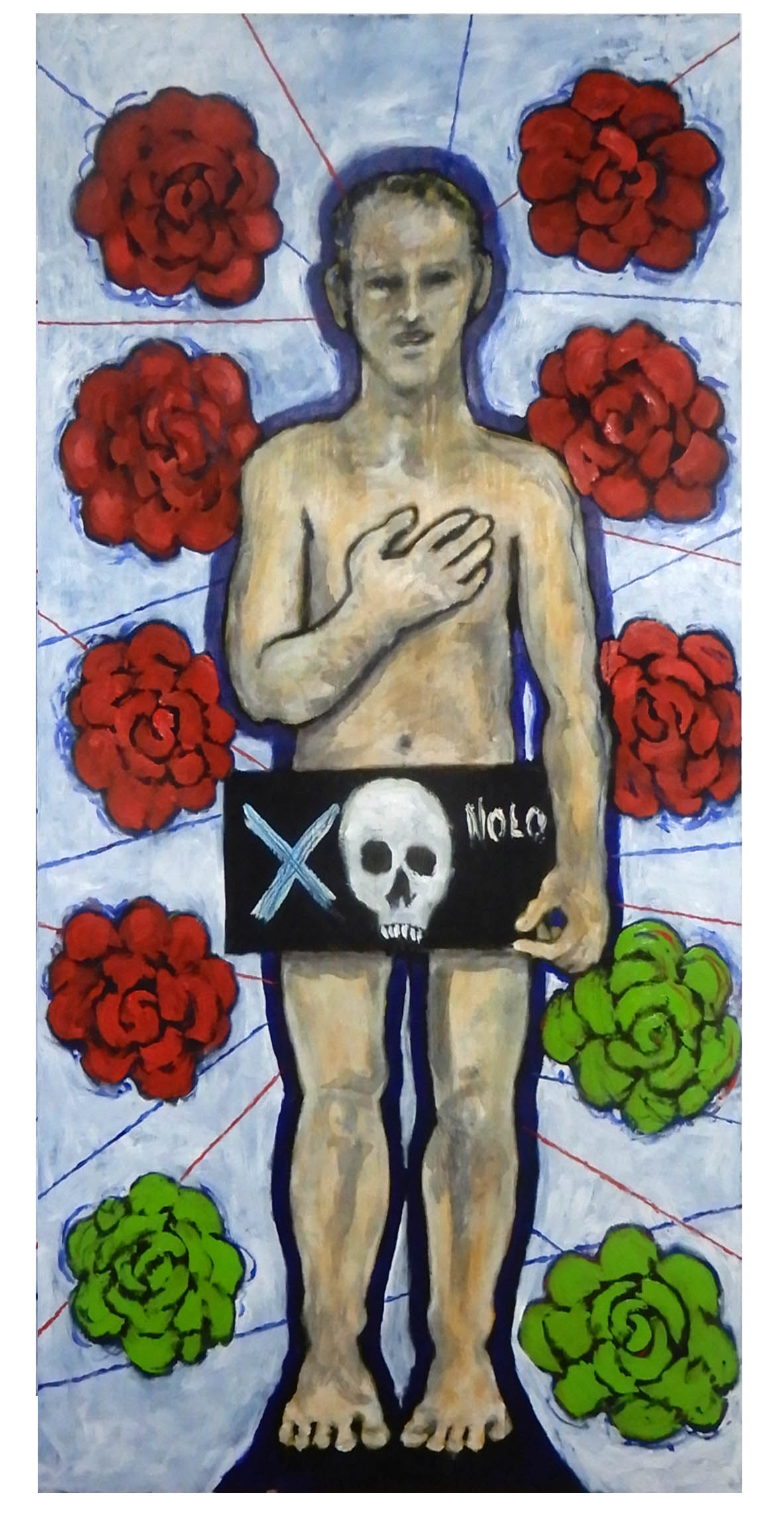
Kain 2024 Öl auf Holz 250 x 125 cm

- 1985: Galerie Stahlberger, Weil am Rhein
- 1986: KV Göttingen
- 1988: Galerie S. Teucher, Zürich
- 1989: Galerie Wewerka, Hannover
- 1989: Galerie Schlehn, Neustadt
- 1991: Galerie Schlehn, Neustadt
- 1993: Galerie Schlehn, Neustadt
- 1995: KV Göttingen
- 2000: Galerie Bergmann & Priess, Berlin
- 2001: Städtisches Kunstmuseum Spendhaus, Reutlingen
- 2003: Springer Galerie, Berlin
- 2005: Mönchehaus Museum, Goslar
- 2012: Galerie Falkenberg, Hannover
- 2015: Stadttheater Nienburg
- 2017: Kunstspirale, Hänigsen: Schattengabe, Kammerspiel – Malerei und Zeichnungen

## Beteiligungen (Auswahl)
- 1982: FIU-Zelt Dokumenta, Kassel
- 1988: Galerie Margiacci, Arezzo, Italien
- 1994: Galerie Kalb, Wien
- 1997: KV Warburg
- 2000: Galerie Ahlers, Göttingen
- 2003: NMWK Hannover
- 2004: Kunsthalle Faust, Hannover
- 2007: "ASIA - EUROPE Mediations", Posen, Polen
- 2008: Zendai MOMA, Shanghai, China
- 2012: "Jetlag", Hannover
- 2015: KV Salzdetfurth
- 2016: OSTRALE X, Dresden
- 2018: 8. Biennale der Zeichnung, KV Eislingen

## Öffentliche und Private Sammlungen
- Land Niedersachsen
- Städtisches Kunstmuseum Spendhaus, Reutlingen
- Helmholtz-Institut, Braunschweig
- Medizinische Hochschule, Hannover
- Sparkasse Hannover
- KfW, Frankfurt
- Staatskanzlei Saarland
- Sammlung Max Amsler, Zürich
- Sammlung Kirchertz, Bad Münder
- Sammlung Siegfried Weiß, Braunschweig
- Sammlung Uta Ott und Burkhard Müller-Kästner, Oberursel